# Kaloula verrucosa
Espèce
Synonymes
- Callula verrucosa Boulenger, 1904
- Kaloula macroptica Liu, 1945

Statut de conservation UICN

 LC : Préoccupation mineure
Kaloula verrucosa est une espèce d'amphibiens de la famille des Microhylidae.

## Répartition
Cette espèce est endémique de République populaire de Chine. Elle se rencontre entre 1 430 et 2 320 m d'altitude dans les provinces du Sichuan, du Guizhou et du Yunnan,.

## Description
Kaloula verrucosa mesure entre 45 et 50 mm. Son dos brun gris foncé soit uniforme soit avec six lignes longitudinales de petites taches sombres. Son ventre est uniformément blanc sale.

## Publications originales
- Boulenger, 1904 : Descriptions of new Frogs and Snakes from Yunnan. The annals and magazine of natural history : zoology, botany, and geology, sér. 7, vol. 13, p. 130-134 (texte intégral).
- Liu, 1945 : New frogs from West China. Journal of the West China Border Research Society, sér. B, vol. 15, p. 28-44.